# Pascal Ackermann
Pascal Ackermann (* 17. ledna 1994) je německý profesionální silniční cyklista jezdící za UCI ProTeam Israel–Premier Tech.

## Kariéra
Před sezónou 2013 se Ackermann stal členem týmu Rad-Net Rose a strávil s ním další 4 roky. V srpnu 2016 bylo oznámeno, že Ackermann podepsal kontrakt s UCI WorldTeamem Bora–Hansgrohe od sezóny 2017. V květnu 2019 byl jmenován na startovní listině Gira d'Italia 2019, kde vyhrál etapy 2 a 5 a stal se prvním německým vítězem bodovací soutěže. O rok později se zúčastnil Vuelty a España 2020, na níž vyhrál etapy 9 a 18. V srpnu 2021 bylo oznámeno, že Ackermann podepsal dvouletý kontrakt s UCI WorldTeamem UAE Team Emirates od sezóny 2022. V roce 2023 vyhrál Ackermann jedenáctou etapu Gira d'Italia 2023 ve fotofiniši proti Jonathanu Milanovi.

## Hlavní výsledky

### Silniční cyklistika
2011
Int. 3-Etappenfahrt der Rad-Junioren
vítěz 3. etapy
2012
Niedersachsen-Rundfahrt
 vítěz bodovací soutěže
vítěz 3. etapy
2014
Národní šampionát
4. místo silniční závod do 23 let
2015
Szlakiem Grodów Piastowskich
vítěz 2. etapy
2. místo Neuseen Classics
8. místo Münsterland Giro
Mistrovství Evropy
8. místo silniční závod do 23 let
2016
Národní šampionát
 vítěz silničního závodu do 23 let
4. místo silniční závod
Tour de Berlin
vítěz 4. etapy
Mistrovství světa
 2. místo silniční závod do 23 let
3. místo Münsterland Giro
6. místo Gent–Wevelgem U23
7. místo Rund um Köln
2017
Tour of the Alps
 vítěz sprinterské soutěže
Mistrovství Evropy
4. místo silniční závod
5. místo Scheldeprijs
2018
Národní šampionát
 vítěz silničního závodu
vítěz RideLondon–Surrey Classic
vítěz Brussels Cycling Classic
vítěz Grand Prix de Fourmies
Tour de Pologne
vítěz etap 1 a 2
Critérium du Dauphiné
vítěz 2. etapy
Tour de Romandie
vítěz 5. etapy
Tour of Guangxi
vítěz 2. etapy
2. místo Driedaagse Brugge–De Panne
2. místo Scheldeprijs
3. místo Handzame Classic
5. místo Münsterland Giro
2019
Giro d'Italia
 vítěz bodovací soutěže
vítěz etap 2 a 5
vítěz Eschborn–Frankfurt
vítěz Clásica de Almería
vítěz Bredene Koksijde Classic
vítěz Grand Prix de Fourmies
vítěz Gooikse Pijl
Tour of Guangxi
 vítěz bodovací soutěže
vítěz etap 3 a 6
Tour de Pologne
vítěz etap 1 a 3
Deutschland Tour
vítěz 1. etapy
Kolem Slovinska
vítěz 1. etapy
Volta ao Algarve
 vítěz bodovací soutěže
2. místo Brussels Cycling Classic
2. místo Münsterland Giro
2. místo Nokere Koerse
2. místo Primus Classic
Mistrovství Evropy
 3. místo silniční závod
2020
Vuelta a España
vítěz etap 9 a 18
vítěz Clásica de Almería
Tirreno–Adriatico
 vítěz bodovací soutěže
vítěz etap 1 a 2
Sibiu Cycling Tour
vítěz etap 2 a 3b
UAE Tour
vítěz 1. etapy
Národní šampionát
2. místo silniční závod
2. místo Trofeo Campos, Porreres, Felanitx, Ses Salines
Mistrovství Evropy
 3. místo silniční závod
6. místo Brussels Cycling Classic
2021
Settimana Ciclistica Italiana
 vítěz bodovací soutěže
vítěz etap 2, 3 a 5
Sibiu Cycling Tour
 vítěz bodovací soutěže
vítěz prologu (ITT) a 3. etapy
Deutschland Tour
2. místo celkově
 vítěz bodovací soutěže
vítěz 1. etapy
2. místo Grand Prix de Fourmies
3. místo Classic Brugge–De Panne
4. místo Elfstedenronde
5. místo Eschborn–Frankfurt
5. místo Grosser Preis des Kantons Aargau
6. místo Scheldeprijs
9. místo Münsterland Giro
2022
vítěz Bredene Koksijde Classic
Tour de Pologne
vítěz 4. etapy
8. místo Trofeo Alcúdia – Port d'Alcúdia
9. místo Nokere Koerse
2023
Giro d'Italia
vítěz 11. etapy
Kolem Rakouska
vítěz 1. etapy
2. místo Bredene Koksijde Classic

#### Výsledky na Grand Tours
| Grand Tour      | 2019 | 2020 | 2021 | 2022 | 2023 | 2024 |
| --------------- | ---- | ---- | ---- | ---- | ---- | ---- |
| Giro d'Italia   | 122  | —    | —    | —    | 82   | —    |
| Tour de France  | —    | —    | —    | —    | —    | 112  |
| Vuelta a España | —    | 131  | —    | 111  | —    |      |

### Dráhová cyklistika
2011
Mistrovství světa juniorů
 vítěz týmového sprintu
Národní juniorský šampionát
 vítěz kila
 vítěz týmového sprintu
2. místo keirin
Mistrovství Evropy juniorů
 2. místo týmový sprint
2012
Mistrovství Evropy juniorů
 vítěz omnia
 3. místo madison (s Domenicem Weinsteinem)
Národní juniorský šampionát
 vítěz bodovacího závodu
2. místo týmový sprint
2. místo madison (s Domenicem Weinsteinem)
Národní šampionát
2. místo scratch
2013
Národní šampionát
2. místo scratch
2. místo týmový sprint
2014
Národní šampionát
3. místo madison (s Marcem Mathisem)